# Byrrhus caribooensis
Byrrhus caribooensis is een keversoort uit de familie pilkevers (Byrrhidae). De wetenschappelijke naam van de soort is voor het eerst geldig gepubliceerd in 1962 door Hatch.